# Suburbium
El suburbium era una part de les ciutats romanes que es trobava entre l'urbs (el nucli urbanitzat) i el territorium (els voltants de la ciutat). A Gerunda, suburbium va ser un espai amb diferents estructures productives, funeràries, religioses, d'esbarjo i residencials. Durant el segle iii, suburbium va experimentar un període de crisi a causa de les invasions germàniques, però també va ser un període fructífer per a les vil·les suburbanes que van patir grans reformes. Això va continuar fins a finals del segle V dC.

## La romanització gironina
La romanització gironina es va iniciar després d'una revolta indígena de principis del segle ii aC sufocada per Marc Porci Cató. Així doncs, “el conjunt del territori fou controlat a partir de l'aprofitament de velles poblacions indígenes, encaminat a la construcció d'un tracte diferenciat envers les més favorables a Roma. Així doncs, la romanització gironina s'inicia en quatre ciutats: Emporion, Sant Julià de Ramis, Caldes de Malavella i Blandae. Els poblats indígenes a poc a poc van anar-se despoblant i aleshores la ordenació del territori, respecte a Roma va canviar. Per tant, Gerunda es funda aproximadament entre 100-70 a.C.

## Les vil·les suburbanes a Gerunda
Es conservem molt poques dades i restes arqueològiques de la ciutat de Gerunda durant l'alt imperi romà. No obstant això, en les vil·les luxoses suburbanes com la del Pla de l'Hort conservem algunes produccions d'opus tessellatum datades de finals del segle II o principis del segle iii. Alguns testimonis també daten la els mosaics de Can Pau Birol de la primera meitat del segle iii. Aquestes vil·les suburbanes tenien la mateixa funció que les domus urbanes: rebre clients, socis i fer negocis.

## El suburbium a Gerunda
La ciutat romana es divideix en diverses parts: urbs, el nucli urbanitzat delimitat pel pomerium, que és el límit sagrat, i territorium, que és el territori que comprèn els voltants de la ciutat. El suburbium és doncs un espai intermedi entre l'urbs i el territorium. Es tracta d'un espai més proper al territorium però que està més vinculat a l'urbs. El suburbium és el lloc on es trobaven “diverses estructures productives, funeràries, religioses, d'esbarjo i residencials”

## La crisi delsegleiiia Gerunda
Al llarg del segle iii, el territori hispànic pateix un període de crisi. La zona nord-est rep una sèrie d'invasions germàniques però, de la mateixa manera que se sap que territoris de la Terraconense van patir-los, no es conserva cap testimoni per demostrar que això fos així també a Gerunda. Durant aquest període es debiliten les estructures de poder de les ciutats. No tot és negatiu en aquest període de crisi sinó que és un període fructífer per les vil·les suburbanes, que s'embelleixen. Al Pla de l'Horta es van grans reformes i a Can Pau Birol es fan els mosaics que avui coneixem entre els segles iii i iv dC

## Les vil·les suburbanes durant la tardoantiguitat
Durant la tardoantiguitat, la ciutat de Gerunda és envaïda pels visigots però les vil·les suburbanes, sobretot al Pla de l'Horta, segueixen la seva activitat fins a finals del segle V dC